# Süchteln
Süchteln är en stadsdel i staden Viersen i Nordrhein-Westfalen, Tyskland.
Süchteln har cirka 16 591 invånare och består av ortsdelarna Clörath, Dornbusch, Hagen, Hagenbroich, Sittard, Vorst.

Orten är även känd för att ha Nordrein-Westfalens största psykiatriska sjukhus. 